# Knebel (Djursland)
Knebel ist ein kleiner Ort auf der dänischen Halbinsel Djursland in der Landschaft Mols mit 620 Einwohnern (Stand 1. Januar 2023). Unmittelbar westlich liegt die Knebel Vig, eine fast vollständig geschlossene Nebenbucht der Kalø Vig, etwa einen Kilometer südöstlich liegt Knebel Bro, der Hafen von Knebel. Östlich von Knebel liegen die Mols Bjerge. Nördlich ist der nächste Ort Vrinners.
Vor 1970 bildete Knebel Sogn mit Rolsø die Landgemeinde Knebel-Rolsø. Diese ging 1970 im Zuge der Verwaltungsreform in die Ebeltoft Kommune auf, die wiederum 2007 in der Syddjurs Kommune aufging.
Im südlichen Ortsteil steht die Kirche von Knebel, ein romanischer Bau aus der Zeit um 1175 mit einem kleinen Dachreiter und umliegendem Friedhof. Etwa einen Kilometer östlich an der Straße nach Agri liegt Poskær Stenhus.
In Knebel gibt es eine Schule, einen Kindergarten sowie einige Ärzte und Geschäfte. Durch Knebel führt die Margeritenroute.

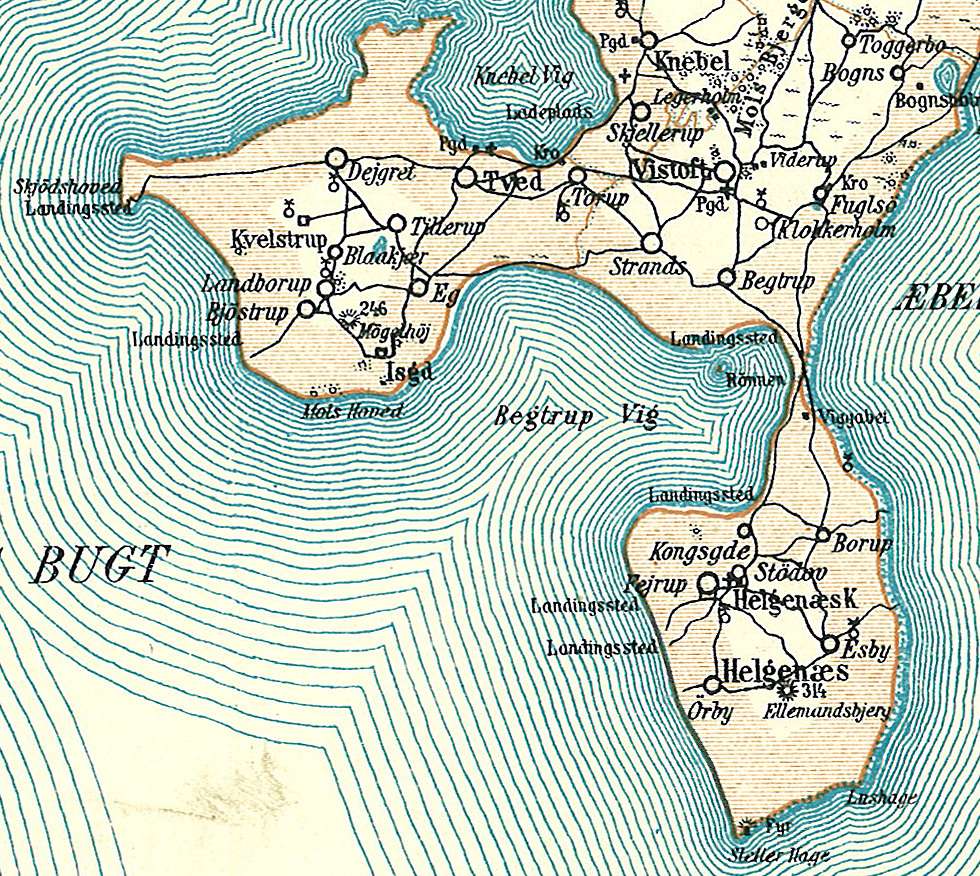
Karte – Knebel oben im Bild